# هاوس (موسيقى)
موسيقى الهاوس هي نوع من أنواع موسيقى الرقص الالكترونية بدأ إنتاجها وتداولها في مدينة شيكاغو الأمريكية في بداية ثمانينات القرن العشرين. وكانت أول اغاني الهاوس يصنعها الدي جيز في المدينة من هذا النمط الموسيقي تبث في مرقص «ووتر هاوس» ومنه اشتق اسم هذه الموسيقى.
يعتبر فرانكي ناكليس الذي كان الدي جي المقيم بالمرقص أول من احترف إنتاج أغاني الهاوس والذي اختار وضع نمط موسيقي جديد يمتاز بإيقاع منخفض، وبصوت قريب من الأصوات المستخدمة في موسيقى الفانك.